# San Martín megye (Santiago del Estero)
San Martín egy megye Argentína északi részén, Santiago del Estero tartományban. Székhelye Brea Pozo.

## Népesség
A megye népessége a közelmúltban a következőképpen változott:
| Év   | Lakosság |
| ---- | -------- |
| 2001 | 8992     |
| 2010 | 9831     |